# フェラーリ・812スーパーファスト
812スーパーファスト（伊: Ferrari 812 Superfast）は、イタリアの高級自動車メーカー、フェラーリが製造、販売するV型12気筒エンジン、FR二人乗りスポーツカーである。

## 概要
2017年3月に開催されたジュネーブショーで披露され、F12ベルリネッタ、F12tdfの後継にあたり、車名の812は、800馬力の V型12気筒エンジンを意味する。最高出力の800PSはフェラーリ史上もっともパワフルな公道走行用エンジンであり、スーパーファストは1964年の500スーパーファストのサブネームを復活させたものである。

### スタイリング
デザインはフェラーリスタイリングセンターが担当し、ロングノーズ&ハイテールのリアは往年の名車「365GTB/4」を想起させるデザインとなっている。ヘッドライトはフルLED、テールランプはGTC4ルッソに続き、丸型4灯テールライトが採用された。
2017年はフェラーリ創業70周年を迎えることから、812スーパーファストには70周年を記念した特別色、Rosso Settanta anni（ロッソ・セッタンタ・アンニ）と、Matte Warm Grey（マットウォームグレイ）が用意された。

### メカニズム
エンジンは6,496ccV型12気筒自然吸気エンジンをフロントに積む。トランスアクスル方式を採用し、7速デュアルクラッチを介してリアタイヤを駆動する。F12ベルリネッタの6,262ccよりも234cc拡大され、出力は800PS/8,500rpm、トルクは73.2kg-m/7,000rpmを発生する。これは780PSのF12TdFを凌ぐ。フェラーリ初の電動パワーステアリングを採用。
四輪操舵システムは、F12tdfに採用されたものを進化させた上で採用。フェラーリはこれを「バーチャル・ショートホイールベース2.0システム」と称している。これらはフェラーリの挙動制御システムである、サイドスリップコントロールと連動させるものとみられる。

## 812GTS
2019年9月、812スーパーファストのオープンモデルとなる「812GTS」が発表された。812GTSは1969年の「365 GTS4」以来、フェラーリとして50年ぶりのフロントV12レイアウトのスパイダーであり、14秒でオープン/クローズ、最大で45km/hの速度でも開閉可能なリトラクタブルハードトップ仕様で、シート後方のロールフープはルーフを閉じるとトンネルバック形状になるようデザイン処理されている。最高出力は812スーパーファストと同じ800馬力で、0-100km/hの加速は3.0秒、0-200km/hの加速は8.3秒、最高速度は340km/h以上と公表されている。

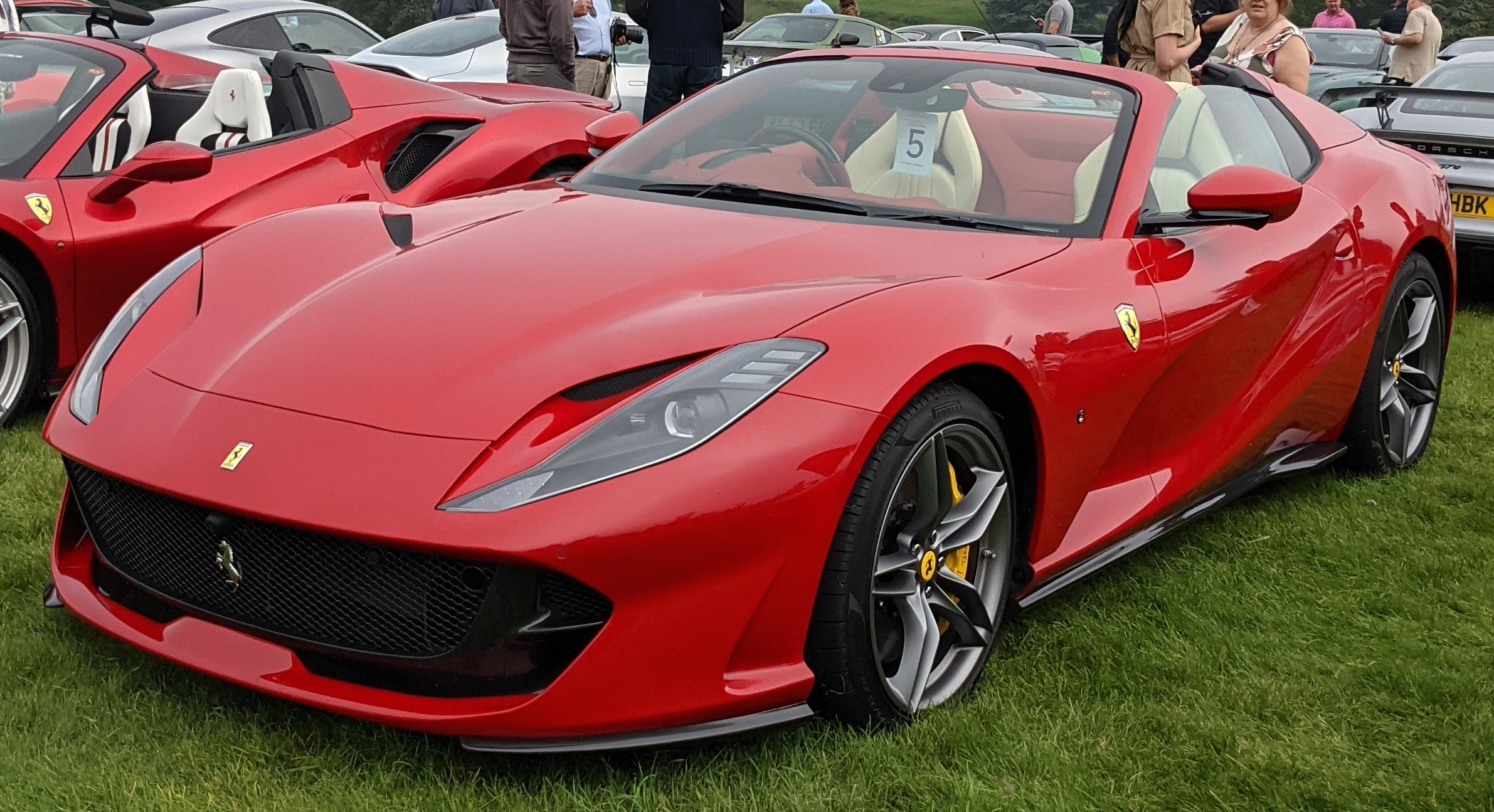
812 GTS
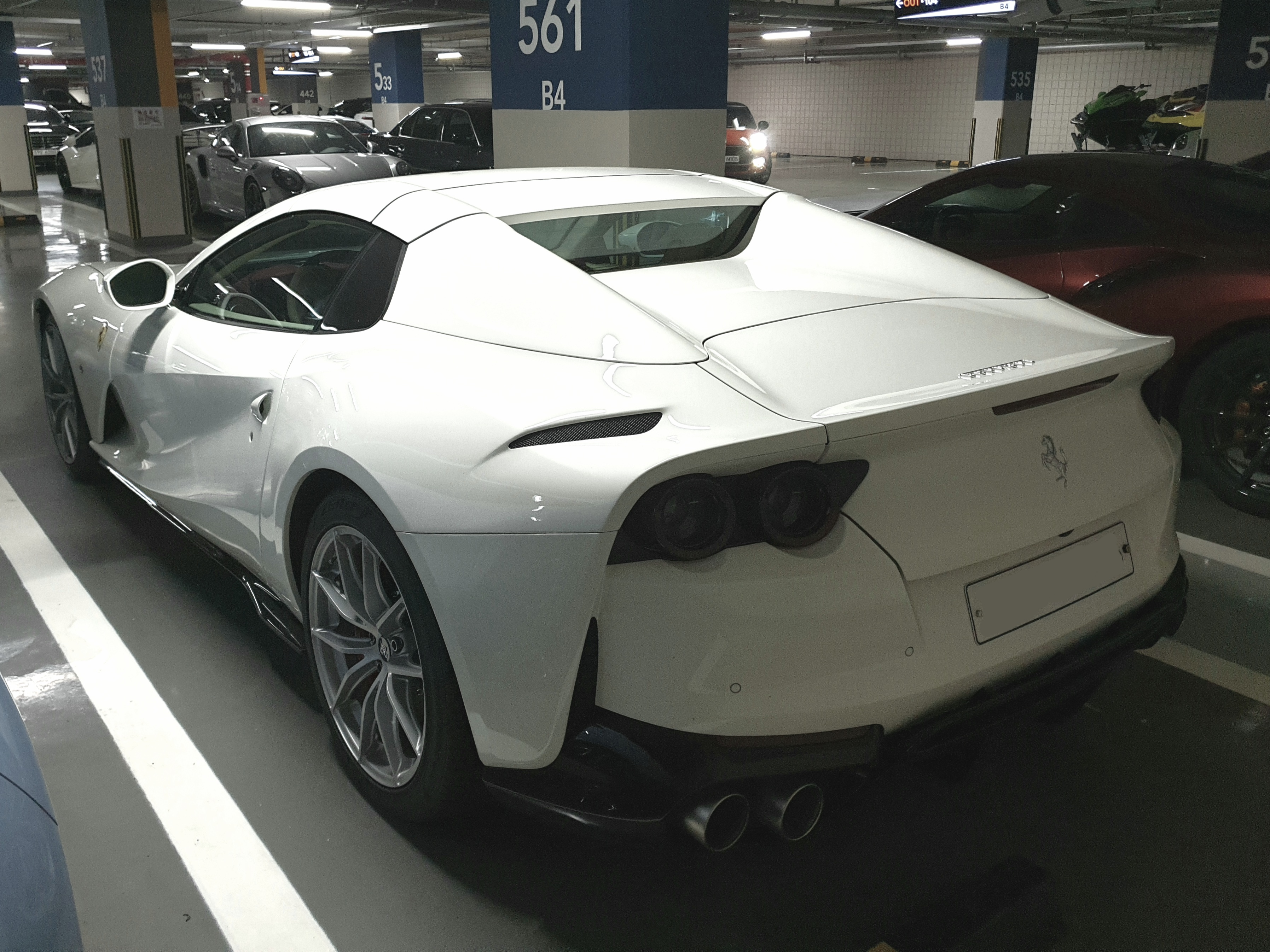
トンネルバック形状のデザイン処理
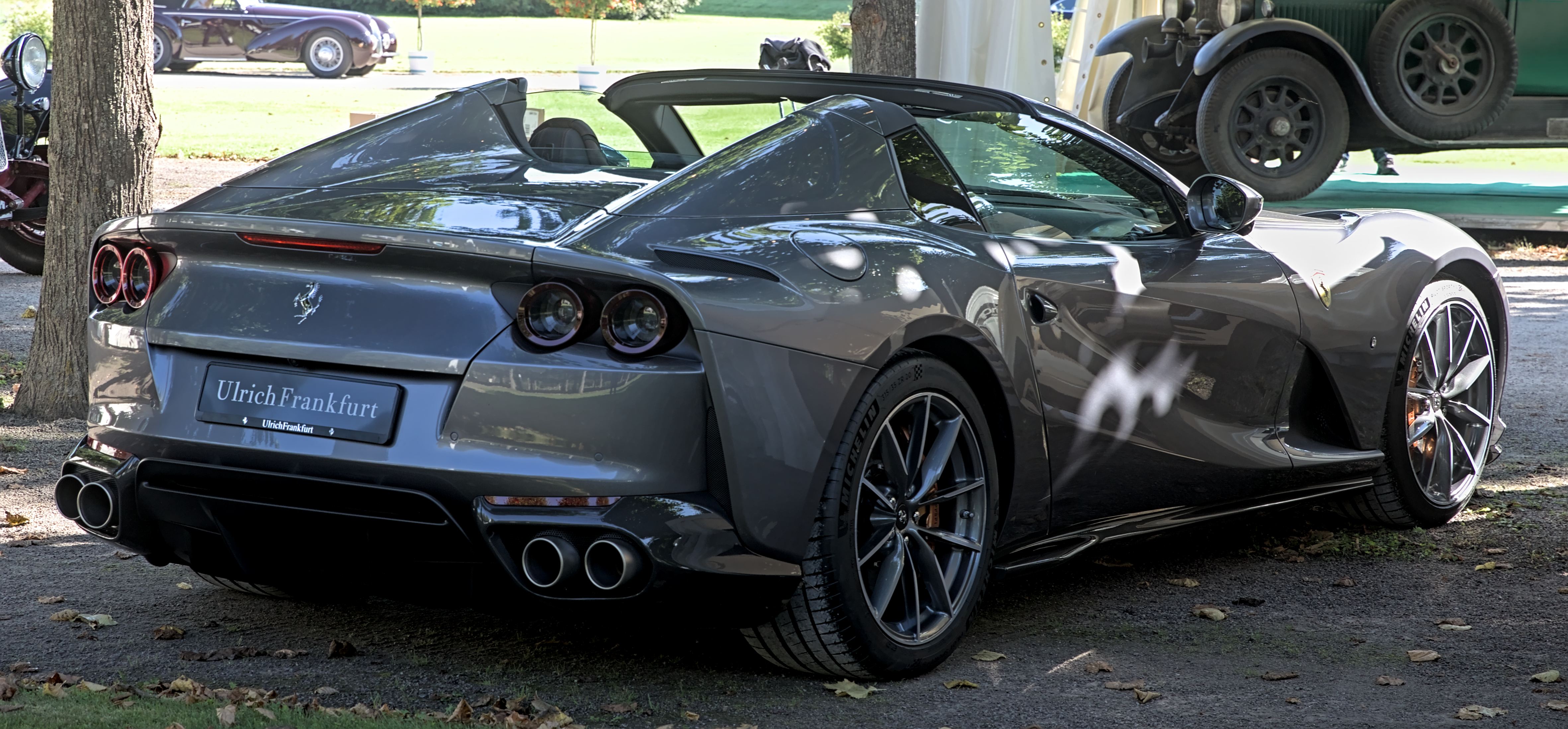

## 812 コンペティツィオーネ/コンペティツィオーネA
812コンペティツィオーネ（Ferrari 812 Competizione）は、2021年5月に発表された812スーパーファストの限定生産モデル。オープンモデルはコンペティツィオーネAと呼ばれ、Aはアペルタの略称。クーペモデルが999台、アペルタが599台限定で生産される。価格は、クーペが6813万円〜、アペルタが7898万円〜で世界中の選ばれしフェラリスタの元へ渡っていった。
エンジンはベースとなった812スーパーファストと同じV12エンジンだが、専用チューンされており、最高出力が830PS、エンジン最高回転数は9,500rpmとフェラーリ史上最高の数値となった。このV12エンジンは、コンロッドやピストン、クランクシャフト、バルブトレインなど、エンジンの主要コンポーネントが細部まで再設計されている。たとえば、チタン製コンロッドはスチール製より40％軽量でありながら、機械抵抗は同じとした。一方、ピストンには、「ダイヤモンド・ライク・カーボン（DLC）」コーティングを施し、摩擦係数を低減して、パフォーマンスや燃費の向上を追求する。クランクシャフトはバランス取りを行い、ベース車両よりも3％軽量化されている。
エクステリアは、エアロダイナミクスの追求によって大きく変更されており、特にボルテックスジェネレーターを装着した新設計のアルミ製リアスクリーンは特許を取得している。また、812コンペティツィオーネには、フェラーリ初となるカーボンホイールや同車専用設計のハイグリップタイヤ「ミシュラン・カップ2R」なども用意されている。

## オモロガータ

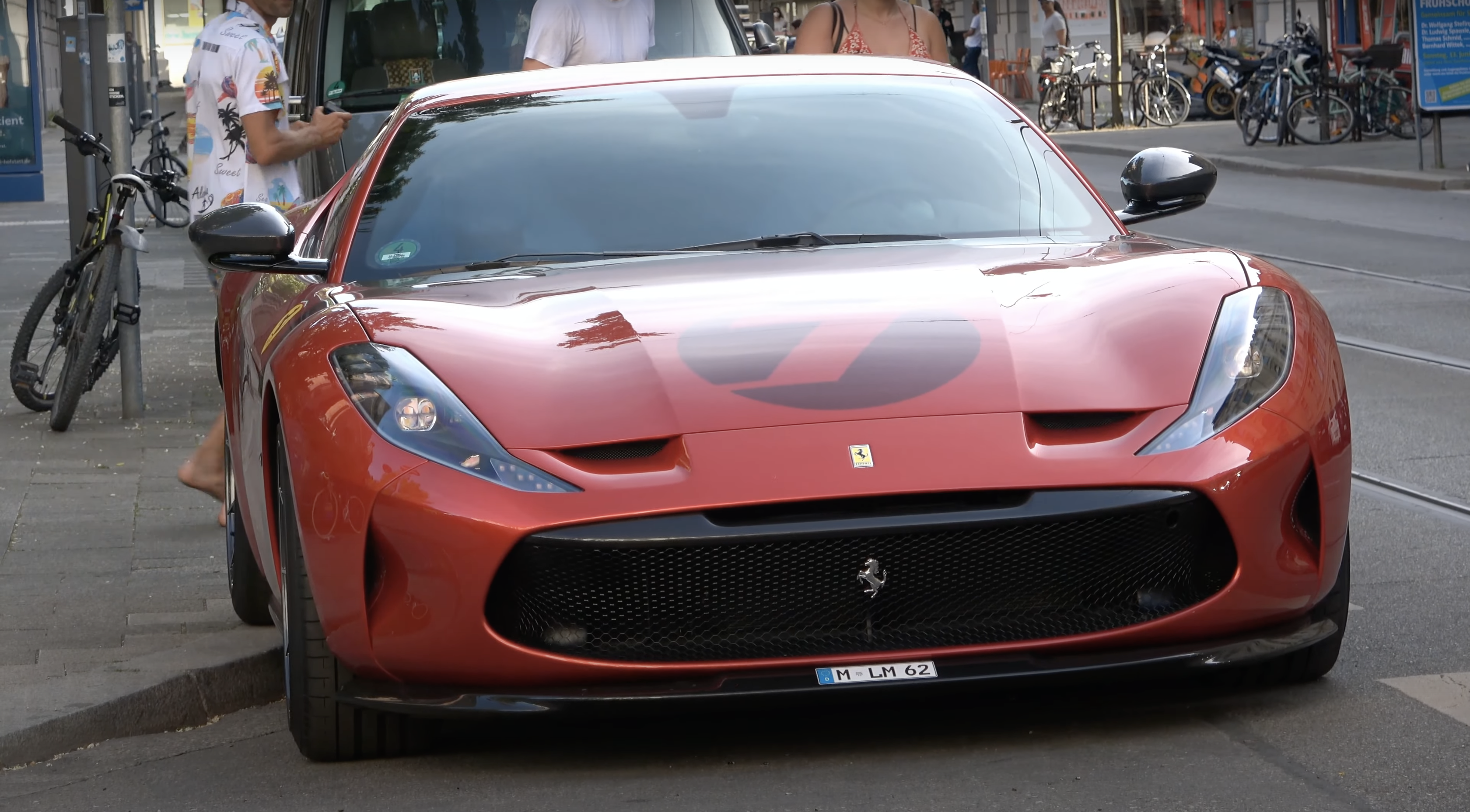
フロントビュー

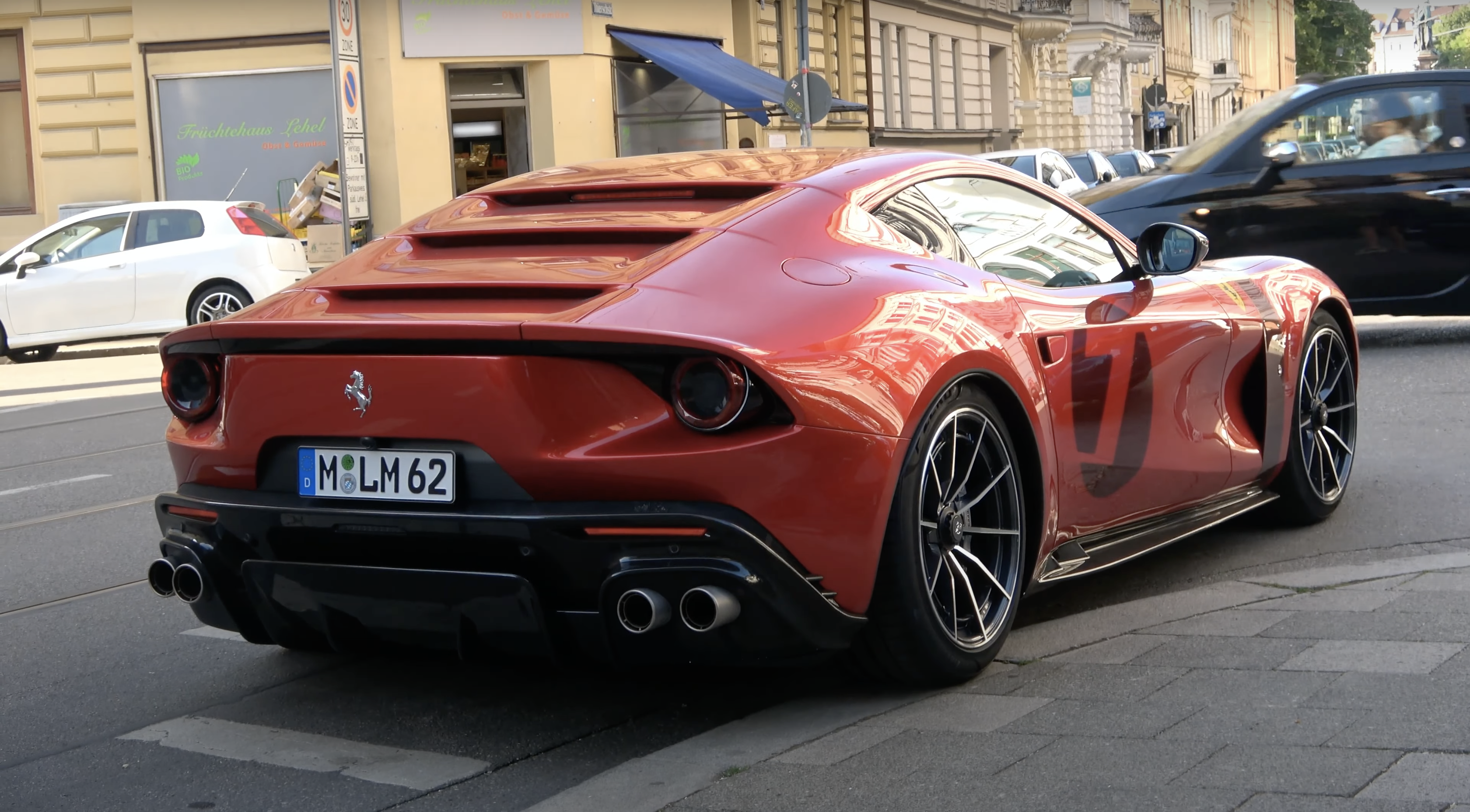
リアビュー

2020年9月25日に発表されたワンオフモデル。往年のGTレーシングカーをオマージュしたモデルであり、欧州の顧客のオーダーで製造された。ベースは812スーパーファスト。車名の「オモロガータ（伊: omologata）」は「ホモロゲーション取得済み」を意味する。ドアの後方では、力強い膨らみがすっきりと上方のリアスリークォーターパネルに溶け込んでおり、リアのクォーターウインドウを取り払ったことで、リア全体のボリュームが増している。ファストバックからせり上がるようなリアスポイラーは、ダウンフォースだけではなくアグレッシブ性も高めるものとなっている。また、シングルのテールランプは、狭くレイアウトされている。ボディカラーはこのモデル専用に開発された3層のロッソ・マグマが採用されている。内装はブラックが基調となっており、エレクトリックブルーのシートは、レザーと「Jeans Aunde」と呼ばれるファブリックを組み合わせたものが使用された。パワートレインはベースの812と同じ6.5L V12自然吸気エンジンを搭載する。

## SP51
2022年9月28日に発表されたワンオフモデルで、台湾の顧客がオーダーして製造される。812GTSがベースで、GTSと同じオープンモデルだが、ルーフが存在していない。ボディやヘッドライトのほか、ホイールもオリジナルで、ボディカラーは新色の「ロッソ・パッショナーレ」。ボディ中央には1955年式410Sをオマージュした青と白のセンターラインが入っている。インテリアはボディと同じロッソ・パッショナーレに青と白のストライプが入っている。パワートレインは812GTSと同じV12自然吸気エンジンを搭載する。

## 日本への導入
2017年5月23日に日本で初公開された。

## ギャラリー

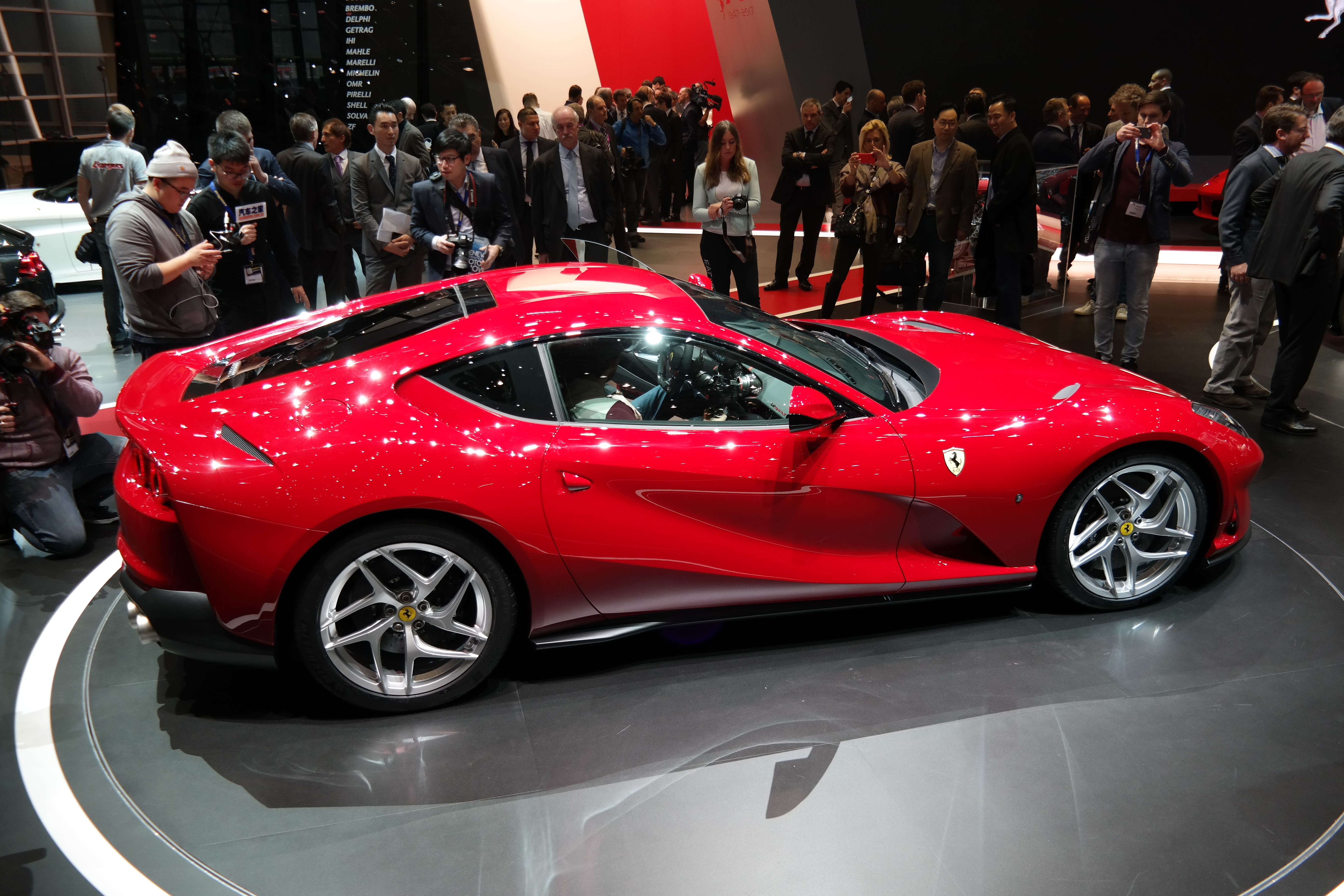
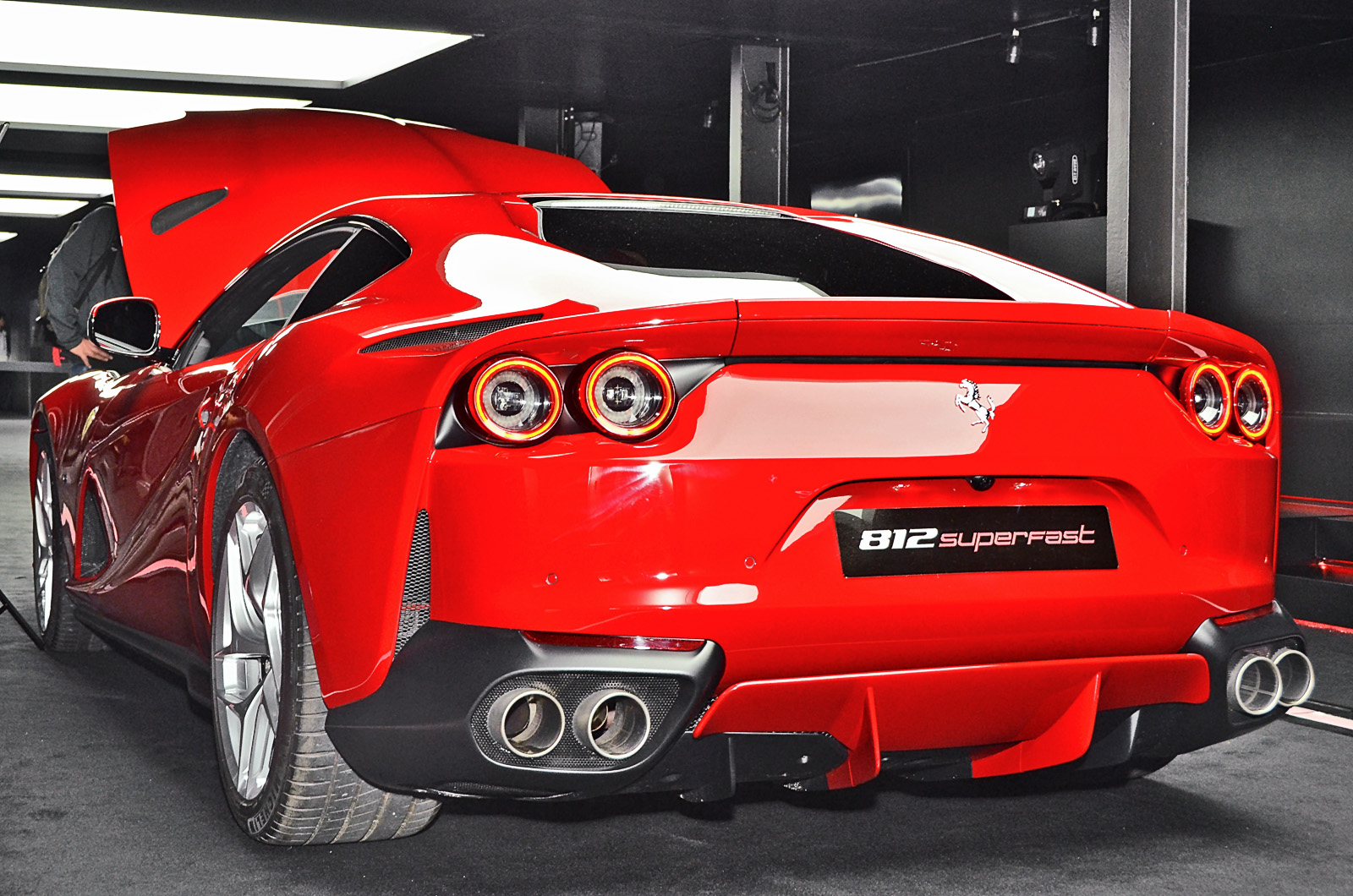
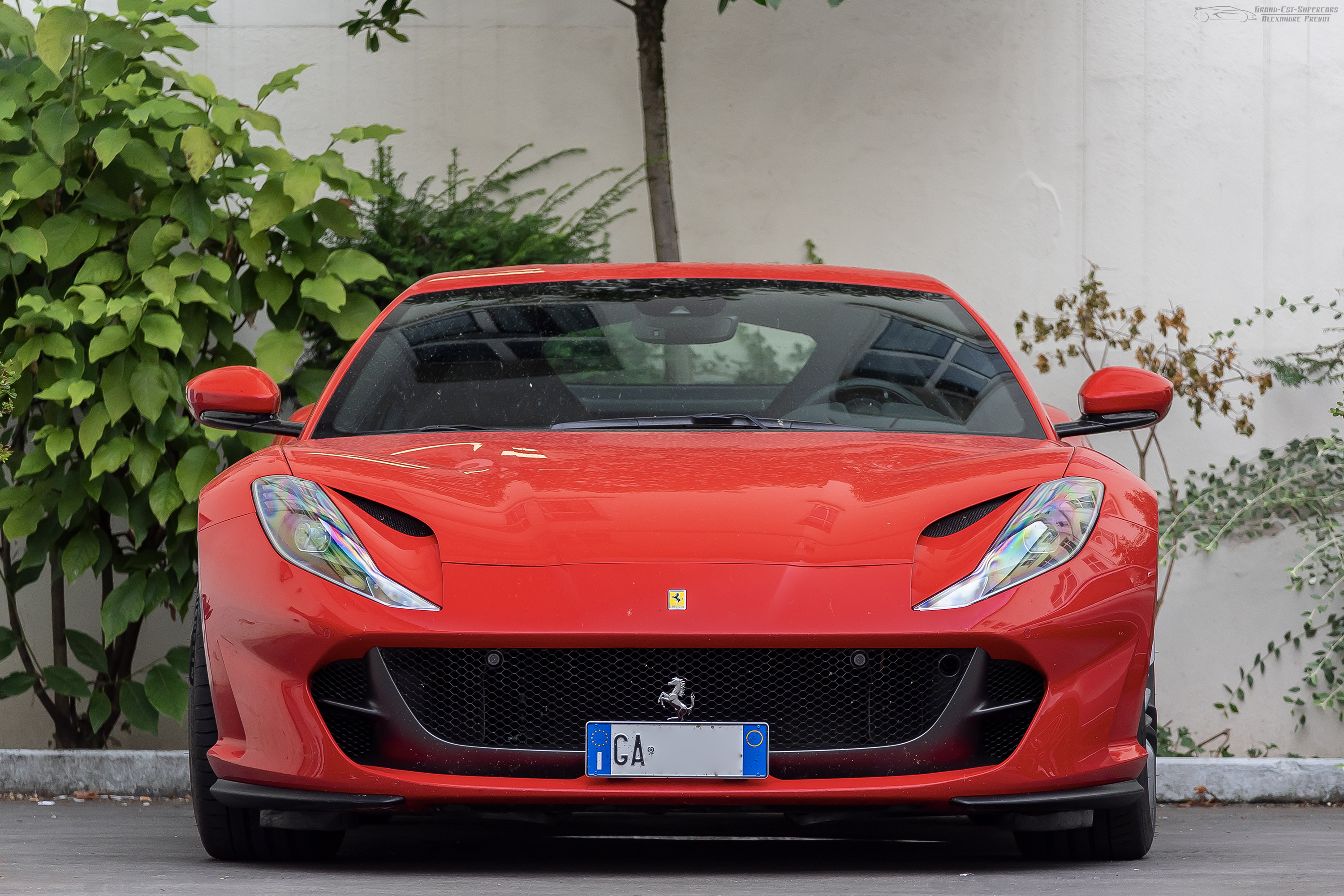
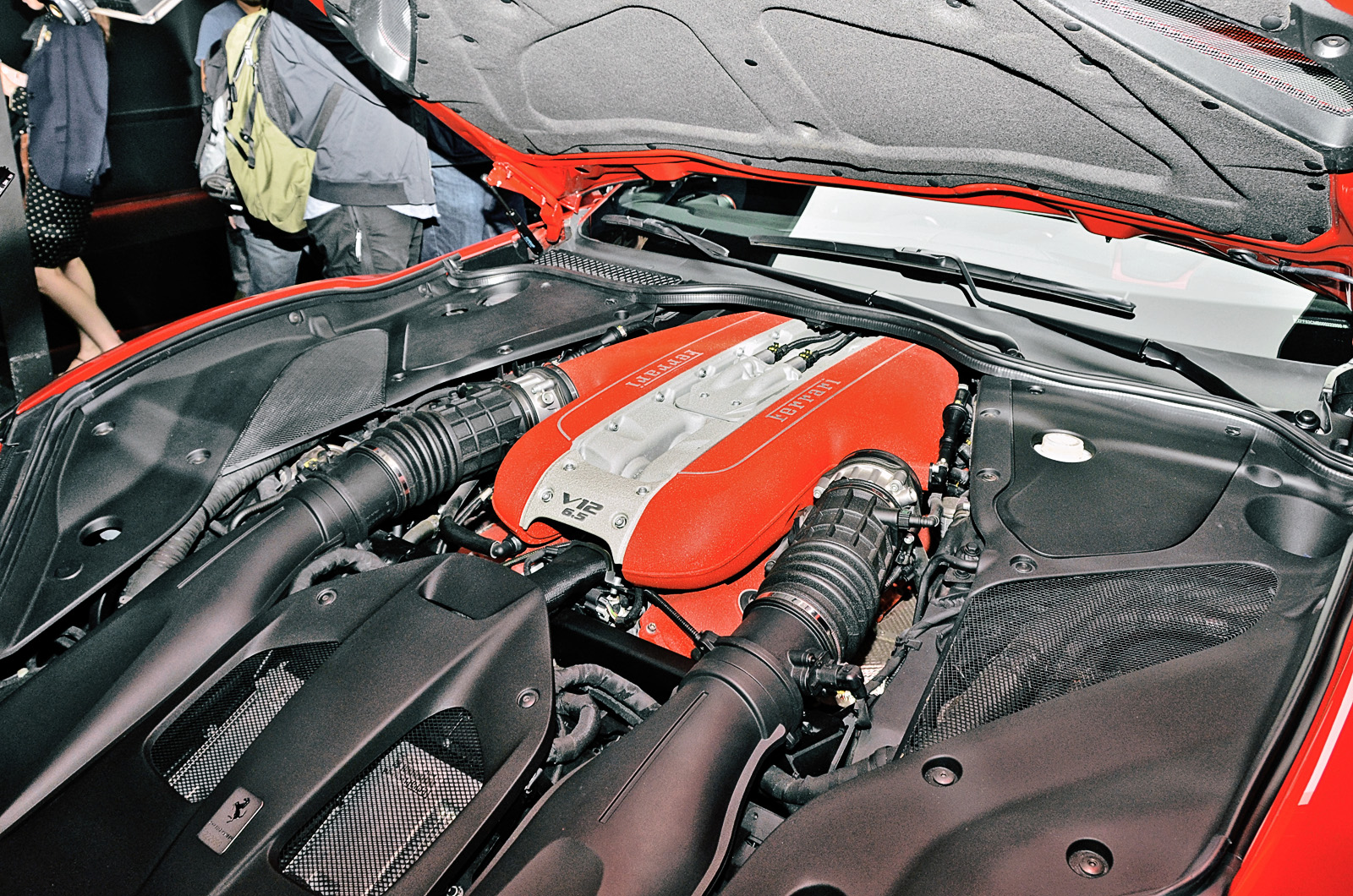
エンジン
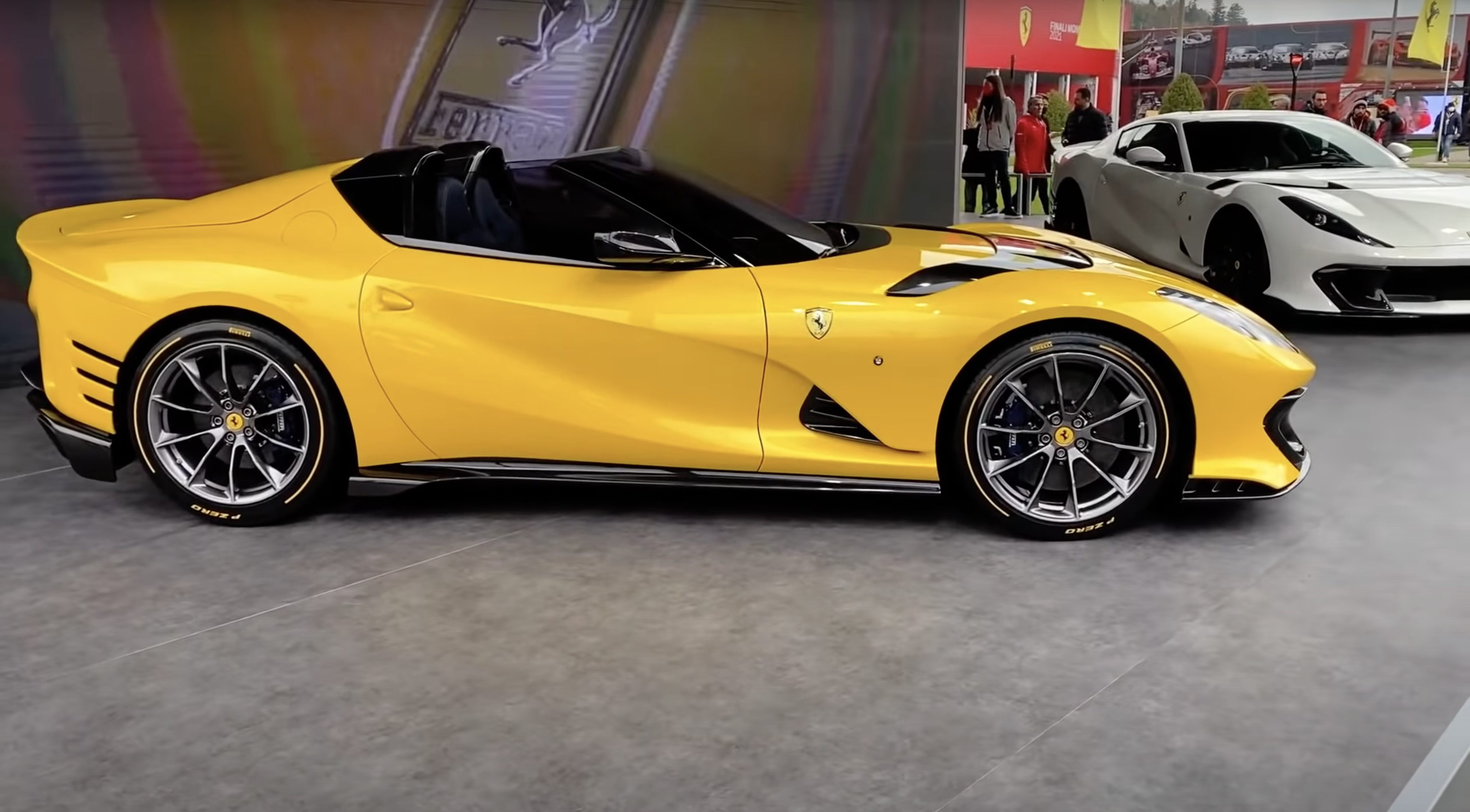
812 コンペティツィオーネ A
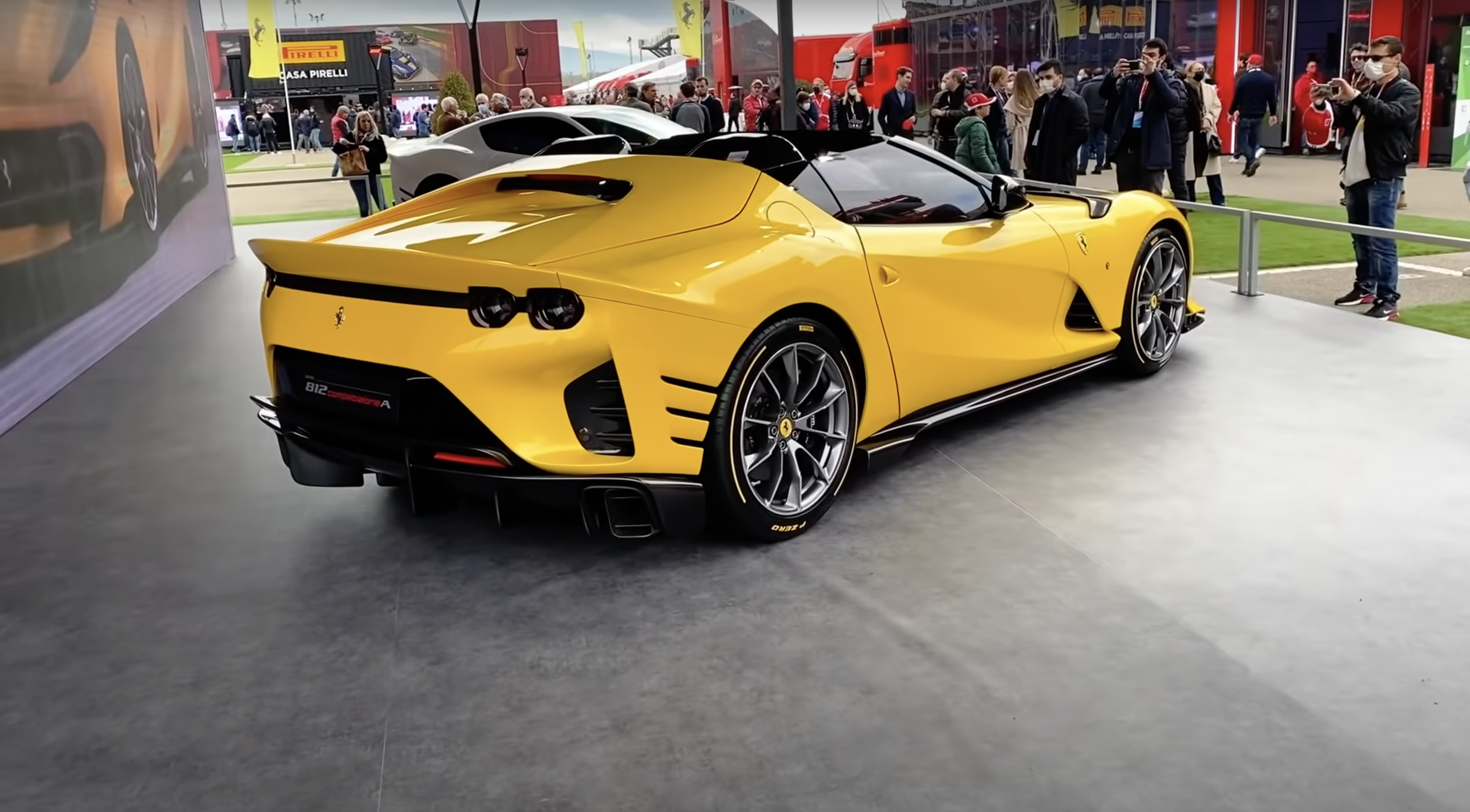
812 コンペティツィオーネ A リア